# Ocracoke (Carolina del Nord)
Ocracoke (in algonchino: Wokokkon) è un census-designated place degli Stati Uniti d'America, nella contea di Hyde nello stato della Carolina del Nord. Secondo il censimento del 2010 la popolazione è di 948 abitanti.

## Geografia fisica
L'isola di Ocracoke fa parte dell'Outer Banks della Carolina del Nord. Si tratta di una delle isole più remote, in quanto può essere raggiunta solo con un traghetto a pedaggio.
Il villaggio di Ocracoke è situato intorno a un porto sul lago chiamata Silver Lake, con una seconda zona residenziale più piccola, costruita intorno ad una serie di canali denominati Oyster Creek. Il villaggio è situato nel punto più largo dell'isola, protetta dalle onde dell'Oceano Atlantico da dune di sabbia e da una palude salata.
Il dislivello medio dell'isola è meno di cinque metri sul livello del mare. Molti edifici sono costruiti su palafitte per sollevarli da terra, da che il rischio di inondazioni è molto frequente sia durante gli uragani che durante le grandi tempeste. Il faro situati nei pressi del Silver Lake è rimasto è ancora funzionante dal 1823.
L'isola è anche sede di un cimitero inglese. Durante la seconda guerra mondiale, dei sommergibili tedeschi affondarono diverse navi britanniche tra cui la HTM Bedfordshire. I corpi ritrovati furono sepolti in un cimitero sull'isola.

## Società

### Evoluzione demografica
Secondo il censimento del 2010, vi sono 948 persone residenti a Ocracoke, con una densità di popolazione pari a 38,07 ab./km². Il 78,1% della popolazione è rappresentata da uomini bianchi, il 19,1& da ispanici o latini, l'1,6% da afroamericani, lo 0,4% da nativi americani, lo 0,2% da asiatici e il restante 0,6% da formato da minoranze etniche. A Ocracoke vi sono 370 famiglie di cui il 17,6% ha figli sotto i 18 anni. L'età media è di 46 anni. Il reddito per una famiglia è di 34315 $, mentre il reddito pro capite corrisponde a 18032 $.

## Storia
La zona dell'Outer Banks è stata occasionalmente visitata dai nativi americana di lingua algonchina, ma non si stabilirono mai definitivamente. Ocracoke, allora chiamata Wokokkon, è stata utilizzata come zona di caccia e di pesca di sussistenza da parte degli indiani Hatterask.
La zona è stata descritta per la prima volta in dettaglio dal navigatore italiano Giovanni da Verrazzano nel 1524, che navigò i canali tortuosi che portano al golfo di Pamlico Sound.
Nel 1585, la nave Tiger di Sir Walter Raleigh, entrò in collisione con un banco di sabbia e furono costretti a sbarcare sull'isola di Ocracoke per le riparazioni. Trovando una terra ospitale, Sir Raleigh tentò di appropriarsene, senza riuscirvi.
Nel 1663 venne occupata dalla Colonia della Carolina del Nord e fu noleggiata dal re Carlo II d'Inghilterra. Tuttavia, Ocracoke Island non fu regolamentata in modo permanente fino al 1750, essendo un porto pirata. È stato uno degli ancoraggi preferiti di Edward Teach, meglio noto come il pirata Barbanera, che qui venne ucciso il 22 novembre 1718.
Durante il XVIII secolo, sull'isola si insediò una vera e propria città, in quanto la popolazione sulla terraferma aumentò notevolmente (circa 139 abitanti nel censimento del 1800) e di conseguenza anche la richiesta del trasporti di merci provenienti da navi oceaniche e la costruzione di magazzini per contenerle.
Entro la fine del XIX secolo, il commercio e il trasporto andò sempre più diminuendo, favorendo attività locali di agricoltura, allevamento e acquicoltura.

### Forte Ocracoke

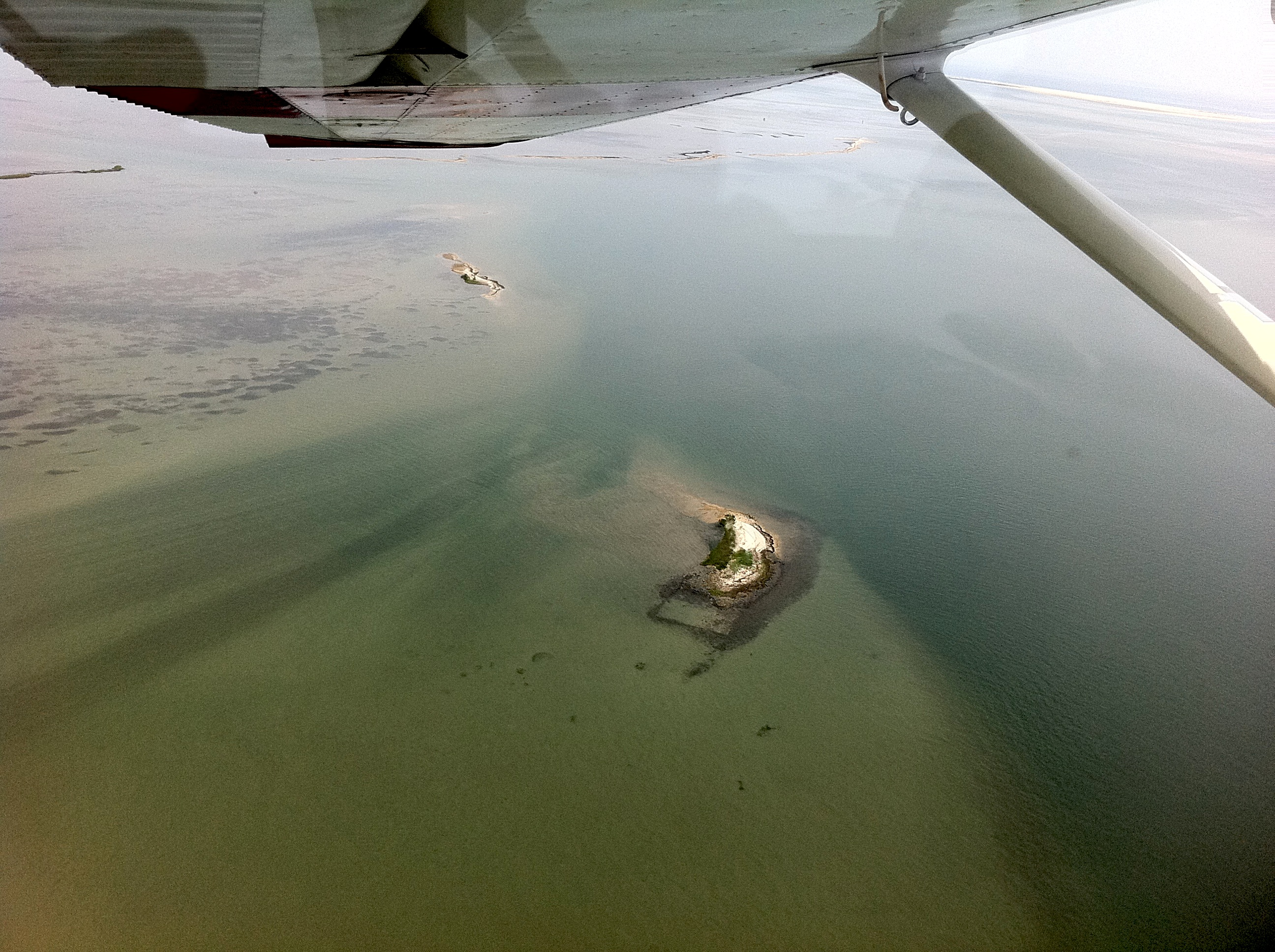
Forte Ocracoke

Forte Ocracoke è una fortificazione costruita all'inizio della guerra di secessione americana dagli Stati Confederati d'America. Era situata su Beacon Island, a due miglia a sud-ovest del villaggio di Ocracoke. I confederati abbandonarono e distrussero la fortezza in agosto 1861 dopo la vittoria dell'Unione sulla vicina Hatteras Island. I resti del Forte Ocracoke sono stati localizzati e identificati nel 1998.

## Tradizioni e folclore

### Dialetto locale
Ocracoke Island storicamente aveva come dialetto una variante dell'inglese, differenziato per un particolare accento. A causa l'afflusso di turisti e di maggior contatto con il continente negli ultimi anni, l'accento di Ocracoke è sempre più influenzato da dialetti esterni.

### Musica
Nonostante le dimensioni ridotte, l'isola ha una considerevole tradizione musicale e vi è un'alta percentuale di musicisti. L'isola ospita il festival annuale Ocrafolk con esibizioni dal vivo al Teatro Deep Water.
Alcuni musicisti locali hanno ricevuto l'attenzione nazionale quando sono apparsi eseguendo brani nel film Come un uragano. Gruppi musicali locali degni di nota sono i Rockers Ocracoke, Martin and Friends, Aaron Caswell Band, Melassa Creek, Baby Dee, Andrew and the Anchovies, Free Mustache Rides Again e i Coyote. Altri locali musicali che hanno lasciato l'isola includono Mya Rose e Ansley Wynn degli Incognito Mosquito.

## Infrastrutture e trasporti
Vi è una sola strada asfaltata a due corsie (NC 12), che collega l'estremità meridionale dell'isola con il porto sulla punta settentrionale. È possibile raggiungere Hatteras Island, Ocracoke Inlet e il villaggio abbandonato di Portsmouth con diversi traghetti. L'aeroporto di Ocracoke Island Airport (FAA W95) si trova leggermente a sud-est del paese, permettendo ai piccoli aerei di atterrare.